# Eleutherodactylus cystignathoides
Eleutherodactylus cystignathoides is een kikker uit het geslacht Antilliaanse fluitkikkers (Eleutherodactylus).
De soort werd voor het eerst wetenschappelijk beschreven door Edward Drinker Cope in 1877. Oorspronkelijk werd de wetenschappelijke naam Phyllobates cystignathoides gebruikt. Later werd de kikker tot de geslachten Syrrhophus, en Syrrhaphus gerekend. Er is nog geen Nederlandstalige naam voor deze kikker, maar in het Engels wordt de soort 'Rio Grande chirping frog' of soms 'Texas chirping frog' genoemd.
Eleutherodactylus cystignathoides komt voor in het uiterste zuiden van Texas (Verenigde Staten) en het oosten van Mexico. De kikker bereikt een lichaamslengte van 1,5 tot 2,5 centimeter. De kleur is variabel, op de bovenzijde is een vage, donkere vlektekening aanwezig.

## Ondersoort
Een ondersoort Eleutherodactylus cystignathoides campi is sinds enkele jaren onderwerp van onderzoek aan de Universiteit van Houston. Deze komt voor in de gebieden rond Houston, is daar in 1984 per ongeluk geïntroduceerd in een potplant en verspreidt zich nu in de omliggende gebieden. De onderzoekers zijn tot de conclusie gekomen dat deze kikkers inmiddels een aparte ondersoort vormen, en misschien zelfs een aparte soort zijn gaan vormen. In elk geval verschilt het kwaakgeluid van deze ondersoort van de originele populatie. En omdat seksuele partners elkaar vinden op basis van het geluid, zal deze ondersoort mogelijk leden van de originele populatie niet meer als soortgenoten herkennen.

## Ontwikkeling
De kikker zet zijn eieren niet af in oppervlaktewater, zoals de meeste andere amfibieën, maar in de grond, waar ze na een week of drie uitkomen.
Net als de verwante broeikaskikker (Eleutherodactylus planirostris) slaat E. cystignathoides in de ontwikkeling het zichtbare aquatiele larvale stadium over: de jonge kikkers komen als staartloze kikkers uit het ei. E. cystignathoides is de enige soort in een gematigd klimaat die dit verschijnsel vertoont. De larven ontwikkelen zich volledig in het ei en ook een staart wordt aangelegd, maar deze is reeds verdwenen voordat het ei uitkomt.
Onderzoekers van de Universiteit van Houston gaan ervan uit dat het overslaan van het larvale stadium veroorzaakt wordt door één enkel gen dat het aantal thyroxinereceptoren aanstuurt. Bijvoorbeeld de axolotl (Ambystoma mexicanum), een salamander die zijn hele leven de larvale kenmerken blijft behouden (neotenie) heeft een tekort aan thyroxine-receptoren. In dit geval moet de veronderstelling echter nog bevestigd worden door nader onderzoek.